# ساندروهی
ساندروهی (به لاتین: Sandrohy) یک منطقهٔ مسکونی در ماداگاسکار است که در مننجری واقع شده‌است. ساندروهی ۵٬۰۰۰ نفر جمعیت دارد و ۱۰۹ متر بالاتر از سطح دریا واقع شده‌است.